# MGR-1 "Honest John"
L’MGR-1 "Honest John" (lett. "Giovanni l'Onesto") fu il primo razzo d'artiglieria tattico nucleare o convenzionale statunitense.
Fino agli inizi degli anni '90 poteva capitare di trovarlo in servizio in paesi che non avevano ricevuto il MGM-52 Lance come designato successore, come nel caso della Corea del Sud.

## Storia

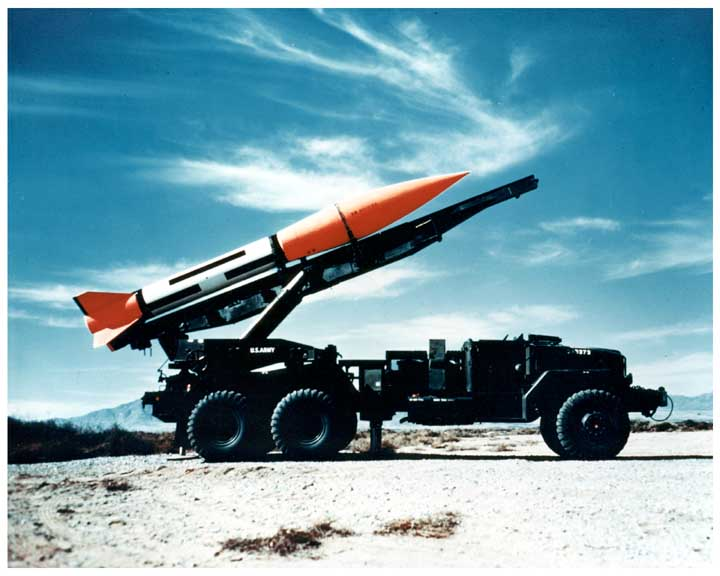
Una visione del lanciatore con il missile

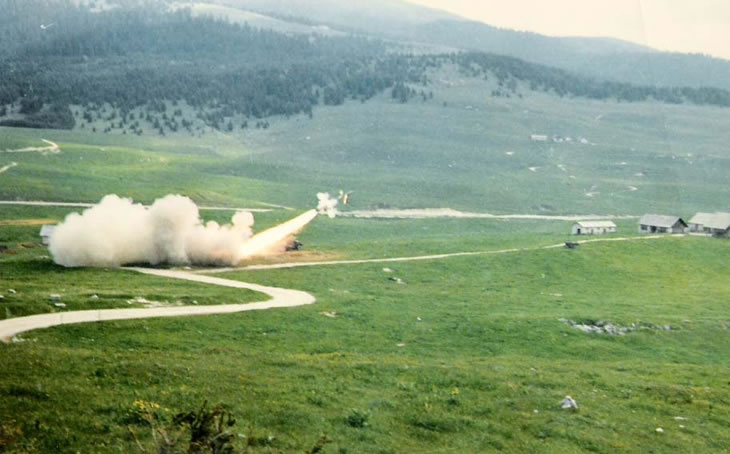
Lancio di un missile Honest John negli anni '60 del secolo scorso sull'altopiano di Asiago

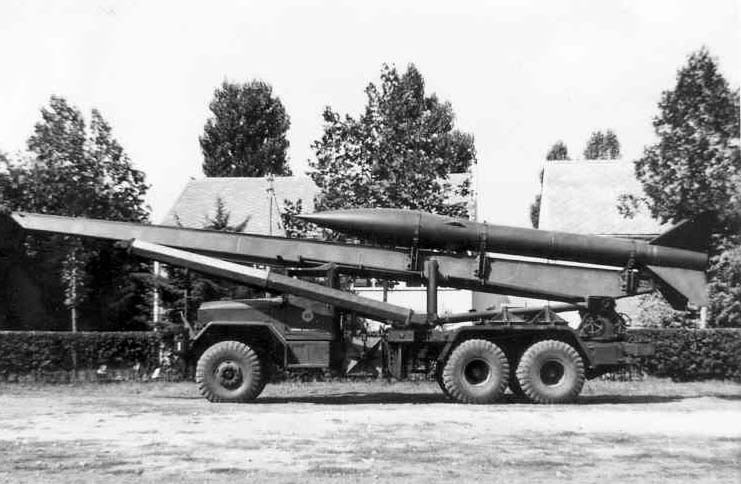
1966. Honest John MGR-1 della scuola di artiglieria dell'E.I. di Bracciano

L'Honest John, designato MGR-1 nella prima versione, compì i primi test nel 1951 nel poligono di White Sands, ed entrò in linea già nel 1953, ma il successivo MGR-1B giunse in linea solo 7 anni dopo.
Esso ha una massa complessiva di 2.136 kg nel modello B, con una testata nucleare W31 da 2,2 o da 40 Kiloton (kT), ma possono essere montate anche testate convenzionali. La lunghezza era di 7,75 m, con un diametro di 0,76 m.
La sua funzione era quella di vettore tattico per armi nucleari da 5-25 ktm, al servizio dell'esercito, su gittate tra i 7 e i 48 km. Non si trattava certo di un'arma particolarmente potente, a parte le sue capacità nucleari, ed il CEP (raggio dal centro del bersaglio designato entro cui almeno la metà delle armi va a segno) era di ben 830 m. Per l'arma erano disponibili anche testate HE da 680 kg, praticamente solo da esercitazione, e chimiche da 564 kg. Una testata a submunizioni è stata pure realizzata e venduta nel 1977 alla Corea del Sud.
Il vettore dell'Honest John era un autocarro TEL 6x6 con una robusta rampa elevabile.
L'Honest John è stato fornito a diversi eserciti della NATO: Italia, Belgio, Canada, Danimarca, Francia, Grecia, Norvegia, Paesi Bassi e Turchia e al Giappone, Corea del Sud e infine Taiwan.

## L'impiego in Italia
In Italia fu in servizio presso la III Brigata missili di Portogruaro. Difatti il 10 gennaio 1959 quarantaquattro artiglieri del 3º Reggimento artiglieria pesante furono selezionati ed ospitati presso la Southern European Task Force (S.E.Ta.F.) nella Caserma "Carlo Ederle" di Vicenza per familiarizzare col nuovo sistema d'arma, il missile nucleare tattico MGR-1 "Honest John".
L'addestramento dei militari italiani fu condotto con il supporto del 77th F.A.Bn. - Field Artillery Battalion - e durò 55 giorni. Il 25 febbraio 1959, alle ore 10:21, avvenne il primo lancio di un missile tattico MGR-1 "Honest John" da parte dei quarantaquattro militari italiani addestrati, dal litorale adriatico di Bibione, ripetuti poi nelle campagne di lancio annuali effettuate sull'altopiano di Asiago.